# Baronessa de Santana
Baronesa de Santana (grafia original, baroneza de Sant'Anna) és un títol nobiliari brasiler creat per Pere II del Brasil, per decret del 20 de juny de 1861, a favor de Maria José de Santana.
Titulars
1. Maria José de Santana;
2. Rosa de Santana Lopes – dama de palau.